# Saratoga (Kalifornia)
Saratoga város az USA Kalifornia államában, Santa Clara megyében. Lakosainak száma 31 051 fő (2020. április 1.).

## Népesség
A település népességének változása:
| Lakosok száma | 297  | 29 926 | 31 051 |
|               | 1880 | 2010   | 2020   |